# Sunday Morning Coming Down
Sunday Morning Coming Down ist ein von Kris Kristofferson geschriebener Country-Song, der 1970 in der Version von Johnny Cash ein Nummer-eins-Hit in den Country-Charts wurde.

## Veröffentlichung und Rezeption
Der Song wurde erstmals 1969 von Ray Stevens aufgenommen und ein Jahr später vom Songwriter selbst auf dessen Debütalbum Kristofferson veröffentlicht.
Ebenfalls 1970 erschien eine Version von Johnny Cash, die die Spitze der Country-Charts und in den Pop-Charts Platz 46 erreichte.
Cashs Version wurde bei den Country Music Association Awards 1970 als Song of the Year (Lied des Jahres) ausgezeichnet. 1974 sang Cash das Lied in der Columbo-Folge Schwanengesang kurz an.

## Text und Entstehung
Das Lied beschreibt die Einsamkeit eines heruntergekommenen Menschen (Then I fumbled through my closet for my clothes and found my cleanest dirty shirt; Dann durchwühlte ich meinen Kleiderschrank und fand mein sauberstes schmutziges Hemd) an einem Sonntagmorgen (There is something in a Sunday makes a body feel alone.; Es liegt wohl am Sonntag, weshalb man sich einsam fühlt.).
Kris Kristofferson hat das Lied zu einer Zeit geschrieben, als es ihm sehr schlecht ging, nachdem seine Frau ihn kurz zuvor mit der gemeinsamen Tochter verlassen hatte. Über diese Zeit erzählte er später: „Der Sonntag war der schlimmste Tag der Woche, wenn man keine Familie hatte. … Die Lokale öffneten erst mittags, so dass es am ganzen Vormittag keine Möglichkeit gab, etwas zu unternehmen.“
Das Lied wurde mehrfach gecovert; auf Deutsch von Volker Lechtenbrink, der zusammen mit Knut Kiesewetter den deutschen Text schrieb.